# Brachymeles burksi
Brachymeles burksi — вид сцинкоподібних ящірок родини сцинкових (Scincidae). Ендемік Філіппін. Раніше вважався конспецифічним з Brachymeles bonitae, однак був визнаний окремим видом за результатами дослідження 2020 року.

## Поширення і екологія
Brachymeles burksi мешкають на островах Міндоро і Маріндук. Вони живуть у вологих рівнинних тропічних лісах, в порушених лісах та на плантаціях, серед опалого листя і гнилої деревини.